# Cassagnoles (Hérault)
Pour les articles homonymes, voir Cassagnoles.
Cassagnoles (en occitan Cassinhòlas) est une commune française située dans le sud-ouest du département de l'Hérault, en région Occitanie.
Exposée à un climat méditerranéen, elle est drainée par la Cesse, l'Ognon, le ruisseau de Candesoubre, le ruisseau de Linze et par divers autres petits cours d'eau. Incluse dans le parc naturel régional du Haut-Languedoc, la commune possède un patrimoine naturel remarquable : un site Natura 2000 (les « causses du Minervois ») et neuf zones naturelles d'intérêt écologique, faunistique et floristique.
Cassagnoles est une commune rurale qui compte 109 habitants en 2022, après avoir connu un pic de population de 642 habitants en 1841. Ses habitants sont appelés les Cassagnolais et Cassagnolaises.

## Géographie

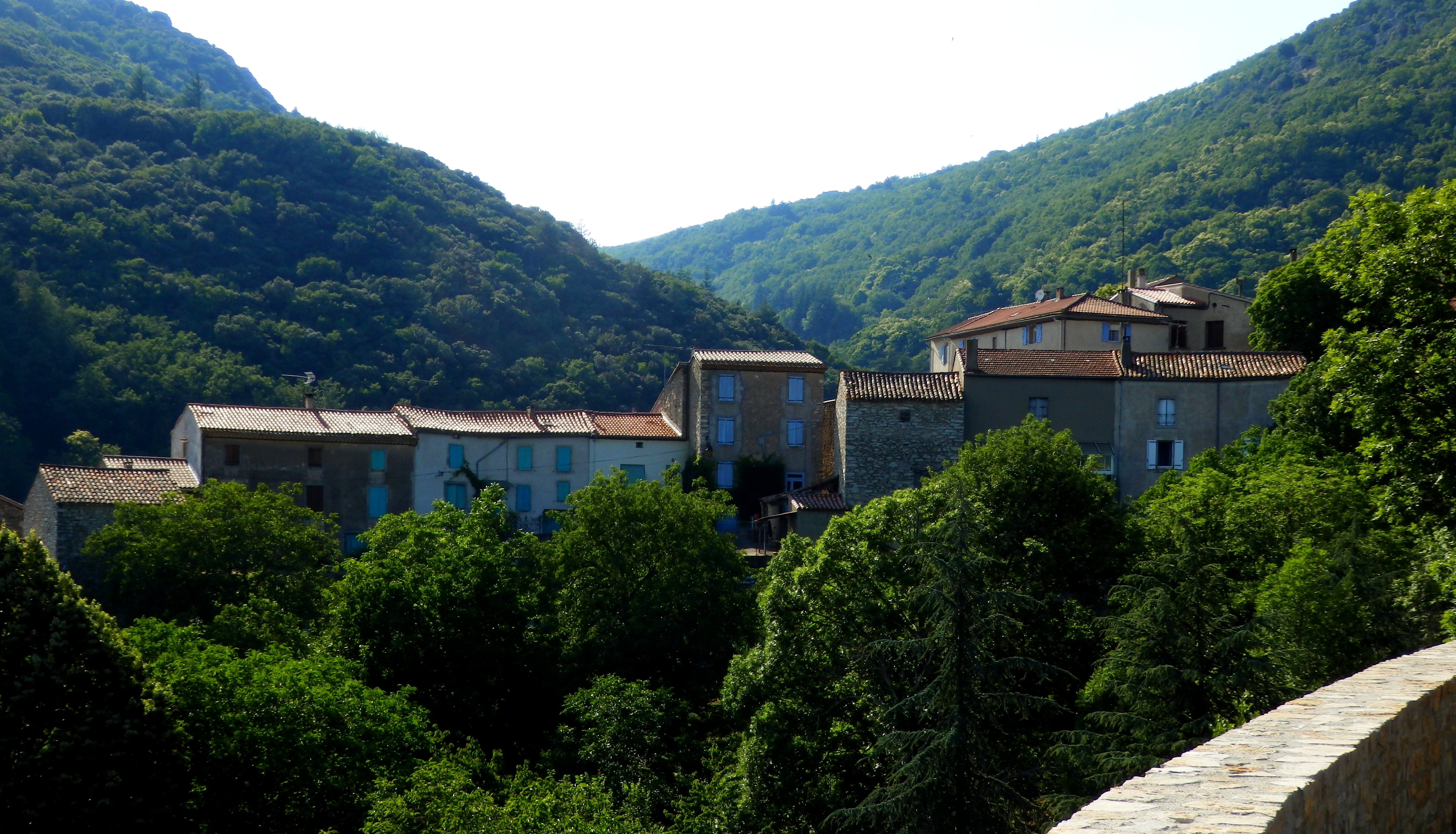
Vue générale du village.

### Localisation
La commune est limitrophe des départements de l'Aude et du Tarn.

### Communes limitrophes
Les communes limitrophes sont  Ferrals-les-Montagnes, Félines-Minervois, La Livinière, Lacabarède, Lespinassière et Sauveterre.
| Albine (Tarn), Sauveterre (Tarn), (par un quinquepoint) | Lacabarède (Tarn) |                       |
| Lespinassière (Aude)                                    | Cassagnoles       | Ferrals-les-Montagnes |
|                                                         | Félines-Minervois | La Livinière          |

### Géologie et relief
La Serre d'Alaric (environ 1 012 m d'altitude), est le sommet de plus de 1 000 mètres le plus méridional du Massif central.

### Climat
Pour des articles plus généraux, voir Climat de l'Occitanie et Climat de l'Hérault.
En 2010, le climat de la commune est de type climat méditerranéen altéré, selon une étude s'appuyant sur une série de données couvrant la période 1971-2000. En 2020, Météo-France publie une typologie des climats de la France métropolitaine dans laquelle la commune est dans une zone de transition entre le climat océanique altéré et le climat méditerranéen et est dans la région climatique  Provence, Languedoc-Roussillon, caractérisée par une pluviométrie faible en été, un très bon ensoleillement (2 600 h/an), un été chaud (21,5 °C), un air très sec en été, sec en toutes saisons, des vents forts (fréquence de 40 à 50 % de vents > 5 m/s) et peu de brouillards.
Pour la période 1971-2000, la température annuelle moyenne est de 12,5 °C, avec une amplitude thermique annuelle de 15,5 °C. Le cumul annuel moyen de précipitations est de 1 104 mm, avec 10,3 jours de précipitations en janvier et 4,7 jours en juillet. Pour la période 1991-2020, la température moyenne annuelle observée sur la station météorologique la plus proche, située sur la commune de Labastide-Rouairoux à 10,02 km à vol d'oiseau, est de 12,1 °C et le cumul annuel moyen de précipitations est de 1 284,7 mm,. Pour l'avenir, les paramètres climatiques de la commune estimés pour 2050 selon différents scénarios d'émission de gaz à effet de serre sont consultables sur un site dédié publié par Météo-France en novembre 2022.

### Milieux naturels et biodiversité

#### Espaces protégés
La protection réglementaire est le mode d’intervention le plus fort pour préserver des espaces naturels remarquables et leur biodiversité associée,.
Un  espace protégé est présent sur la commune : 
le parc naturel régional du Haut-Languedoc, créé en 1973 et d'une superficie de 307 184 ha, qui s'étend sur 118 communes et deux départements. Implanté de part et d’autre de la ligne de partage des eaux entre Océan Atlantique et mer Méditerranée, ce territoire est un véritable balcon dominant les plaines viticoles du Languedoc et les étendues céréalières du Lauragais,.

#### Réseau Natura 2000

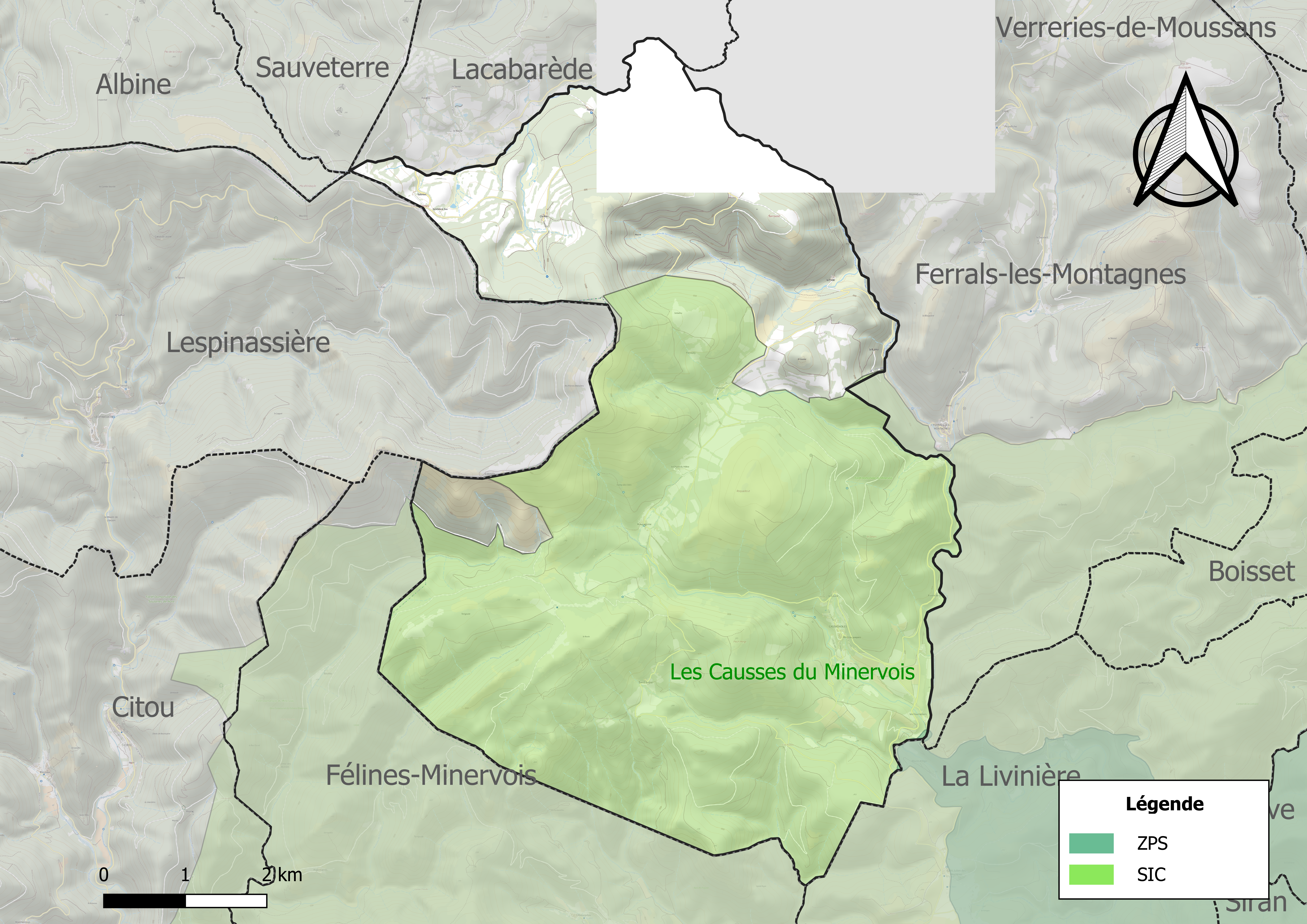
Site Natura 2000 sur le territoire communal.

Le réseau Natura 2000 est un réseau écologique européen de sites naturels d'intérêt écologique élaboré à partir des directives habitats et oiseaux, constitué de zones spéciales de conservation (ZSC) et de zones de protection spéciale (ZPS).
Un site Natura 2000 a été défini sur la commune au titre de la directive habitats :, importants pour la conservation des gîtes et zones de chasse des chauves-souris cavernicoles que sont le Rhinolophe euryale, le Minioptère de Schreibers et le Murin de Capaccini, d'une superficie de 21 805 ha, importants pour la conservation des gîtes et zones de chasse des chauves-souris cavernicoles que sont le Rhinolophe euryale, le Minioptère de Schreibers et le Murin de Capaccini.

#### Zones naturelles d'intérêt écologique, faunistique et floristique
L’inventaire des zones naturelles d'intérêt écologique, faunistique et floristique (ZNIEFF) a pour objectif de réaliser une couverture des zones les plus intéressantes sur le plan écologique, essentiellement dans la perspective d’améliorer la connaissance du patrimoine naturel national et de fournir aux différents décideurs un outil d’aide à la prise en compte de l’environnement dans l’aménagement du territoire.
Cinq ZNIEFF de type 1 sont recensées sur la commune :
- la « crête rocheuse de la Bourrasse » (398 ha), couvrant 4 communes dont deux dans l'Aude et deux dans l'Hérault[17] ;
- les « crêtes de Tarigoule et du Rasès » (692 ha), couvrant 2 communes du département[18] ;
- la « Gorge du Cros et causse de la Planette » (1 552 ha), couvrant 4 communes dont deux dans l'Aude et deux dans l'Hérault[19] ;
- les « pelouses sommitales de Roquedaut » (99 ha)[20] ;
- les « sagnes du ruisseau de Candesoubre » (108 ha), couvrant 3 communes dont deux dans l'Hérault et une dans le Tarn[21] ;

et quatre ZNIEFF de type 2, : 
- les « crêtes et pièmonts de la montagne Noire » (27 188 ha), couvrant 26 communes dont 24 dans l'Aude et deux dans l'Hérault[22] ;
- le « Haut Minervois » (21 605 ha), couvrant 26 communes dont cinq dans l'Aude et 21 dans l'Hérault[23] ;
- la « montagne noire centrale » (34 724 ha), couvrant 27 communes du département[24] ;
- la « montagne Noire (versant Nord) » (31 971 ha), couvrant 37 communes dont 14 dans l'Aude, deux dans la Haute-Garonne, trois dans l'Hérault et 18 dans le Tarn[25].

Carte des ZNIEFF de type 1 et 2 à Cassagnoles.
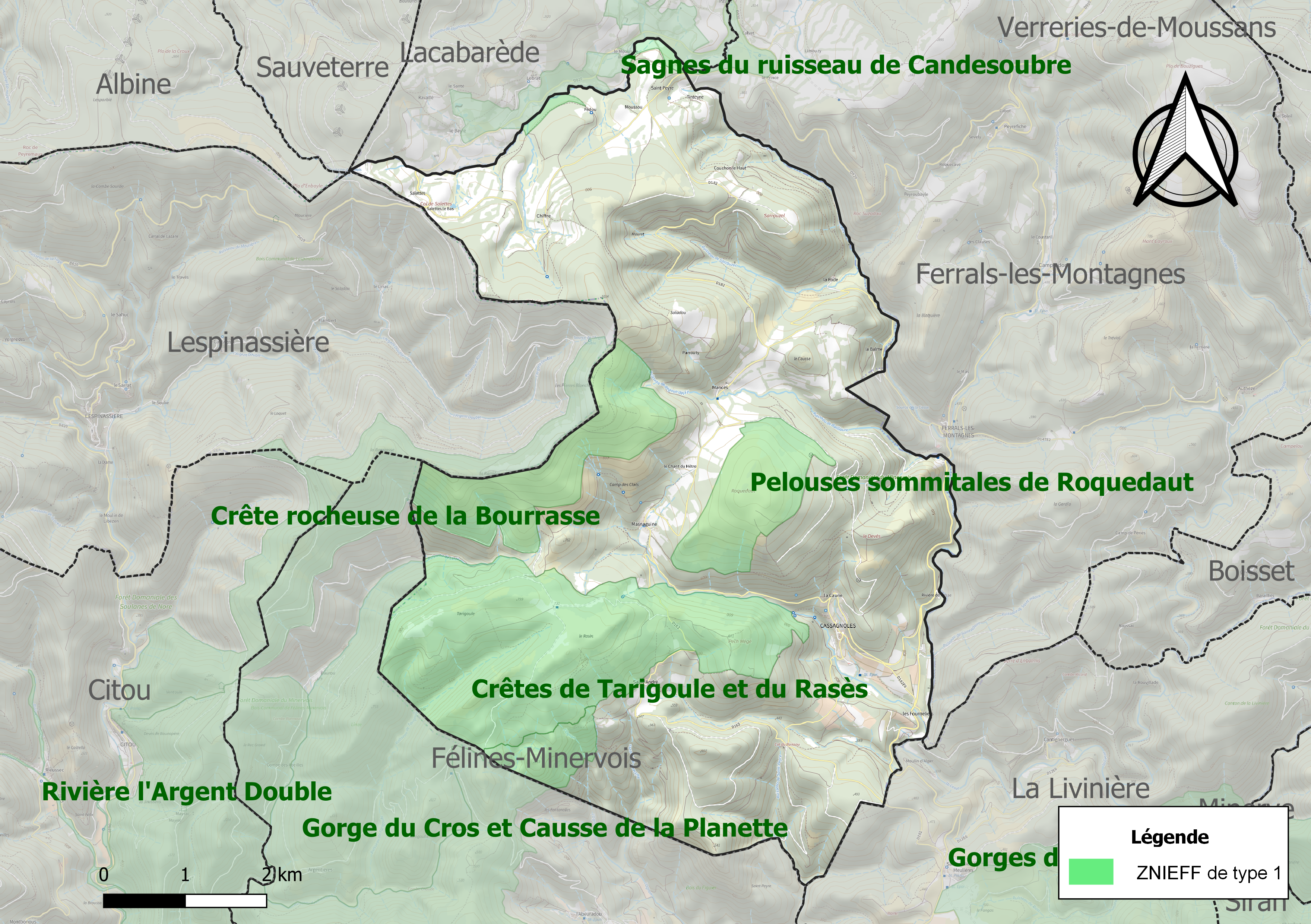
Carte des ZNIEFF de type 1 sur la commune.
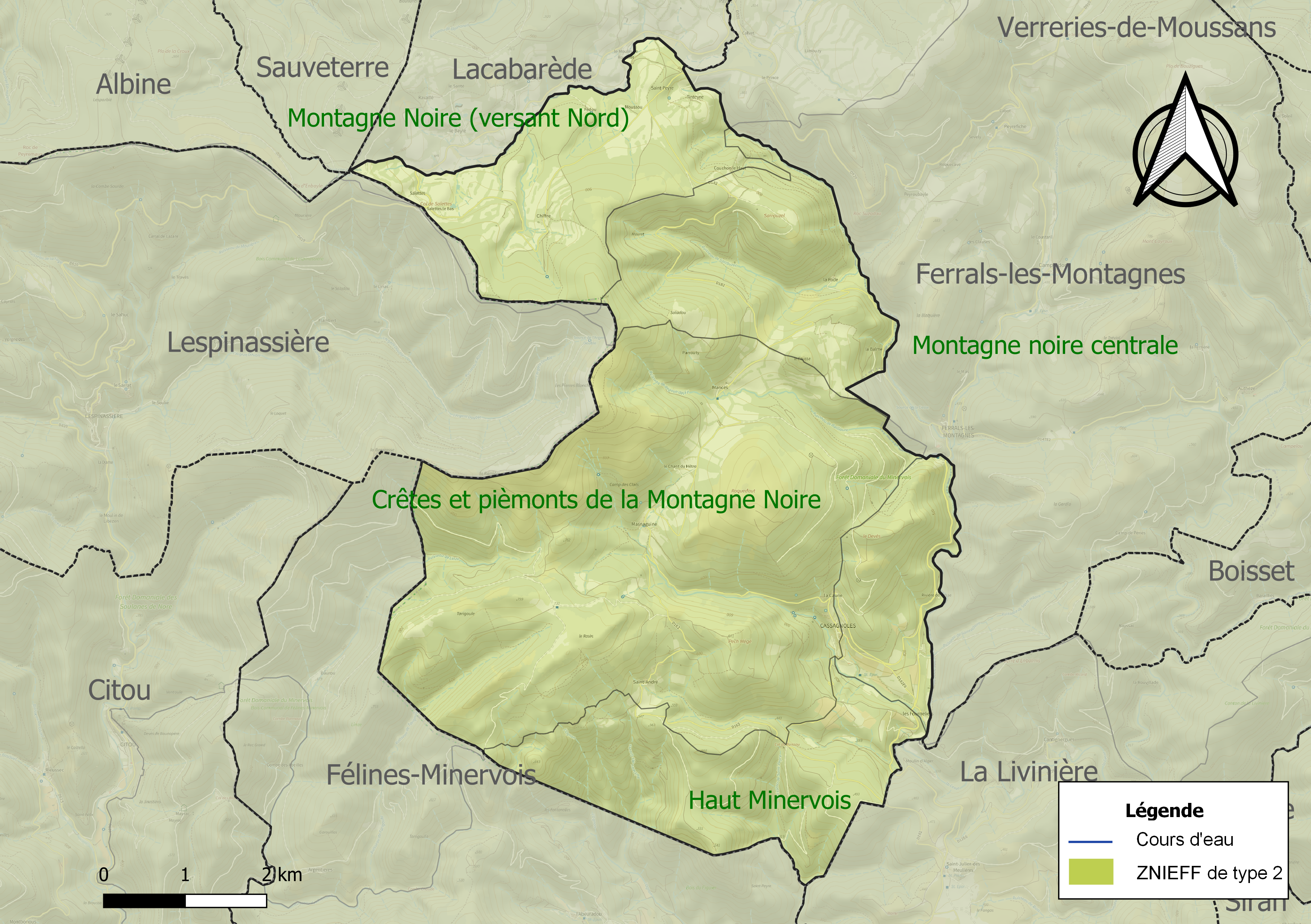
Carte des ZNIEFF de type 2 sur la commune.

## Urbanisme

### Typologie
Au 1er janvier 2024, Cassagnoles est catégorisée commune rurale à habitat très dispersé, selon la nouvelle grille communale de densité à sept niveaux définie par l'Insee en 2022.
Elle est située hors unité urbaine et hors attraction des villes,.

### Occupation des sols
L'occupation des sols de la commune, telle qu'elle ressort de la base de données européenne d’occupation biophysique des sols Corine Land Cover (CLC), est marquée par l'importance des forêts et milieux semi-naturels (83 % en 2018), en diminution par rapport à 1990 (84,5 %). La répartition détaillée en 2018 est la suivante : 
forêts (57,2 %), milieux à végétation arbustive et/ou herbacée (25,8 %), prairies (11 %), zones agricoles hétérogènes (3,2 %), cultures permanentes (2,9 %). L'évolution de l’occupation des sols de la commune et de ses infrastructures peut être observée sur les différentes représentations cartographiques du territoire : la carte de Cassini (XVIIIe siècle), la carte d'état-major (1820-1866) et les cartes ou photos aériennes de l'IGN pour la période actuelle (1950 à aujourd'hui).

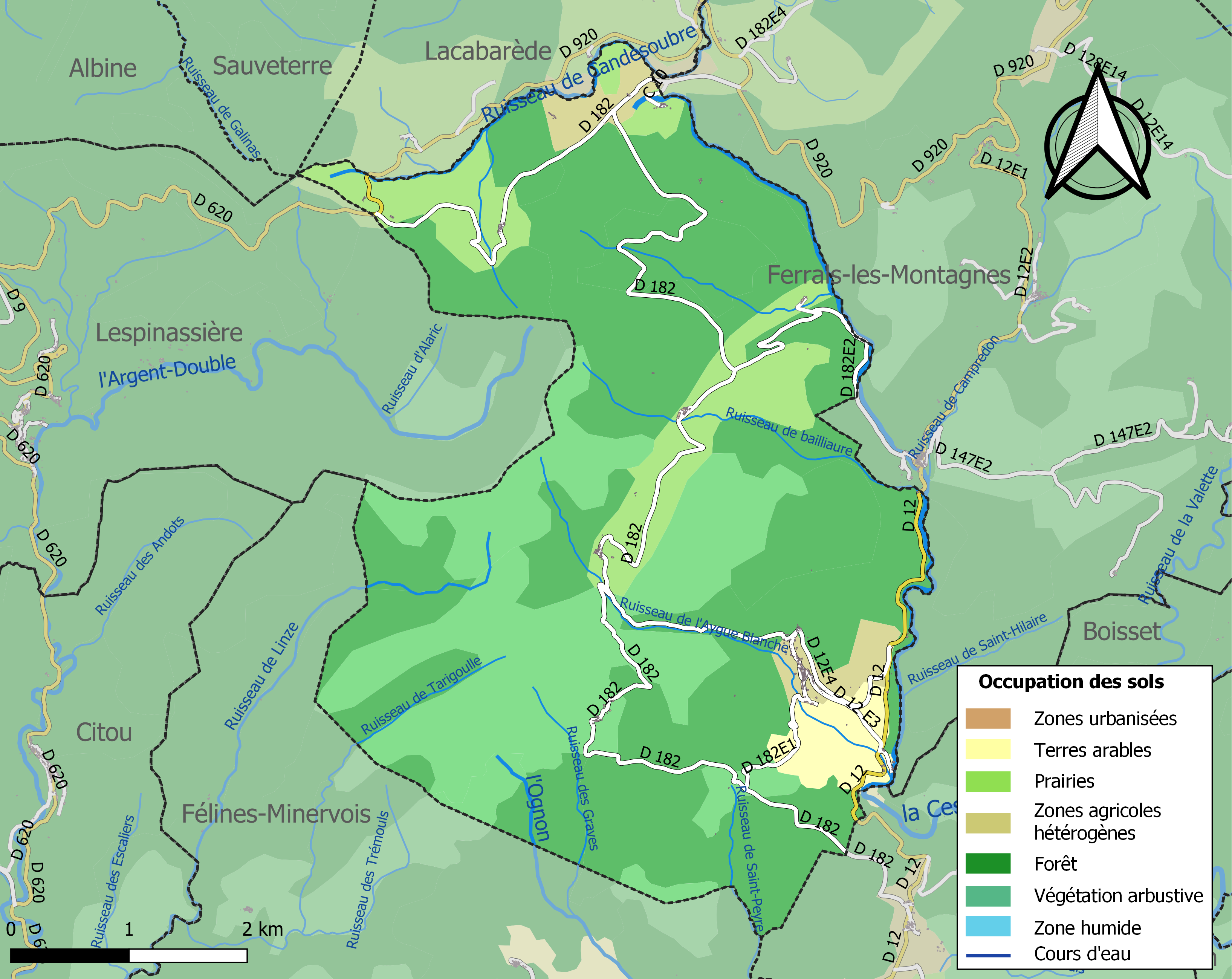
Carte des infrastructures et de l'occupation des sols de la commune en 2018 (CLC).

### Risques majeurs
Le territoire de la commune de Cassagnoles est vulnérable à différents aléas naturels : météorologiques (tempête, orage, neige, grand froid, canicule ou sécheresse), feux de forêts et séisme (sismicité très faible). Il est également exposé à deux risques particuliers : le risque minier et le risque de radon. Un site publié par le BRGM permet d'évaluer simplement et rapidement les risques d'un bien localisé soit par son adresse soit par le numéro de sa parcelle.

#### Risques naturels
Cassagnoles est exposée au risque de feu de forêt. Un plan départemental de protection des forêts contre les incendies (PDPFCI) a été approuvé en juin 2013 et court jusqu'en 2022, où il doit être renouvelé. Les mesures individuelles de prévention contre les incendies sont précisées par deux arrêtés préfectoraux et s’appliquent dans les zones exposées aux incendies de forêt et à moins de 200 mètres de celles-ci. L’arrêté du 25 avril 2002 réglemente l'emploi du feu en interdisant notamment d’apporter du feu, de fumer et de jeter des mégots de cigarette dans les espaces sensibles et sur les voies qui les traversent sous peine de sanctions. L'arrêté du 11 mars 2013 rend le débroussaillement obligatoire, incombant au propriétaire ou ayant droit,.

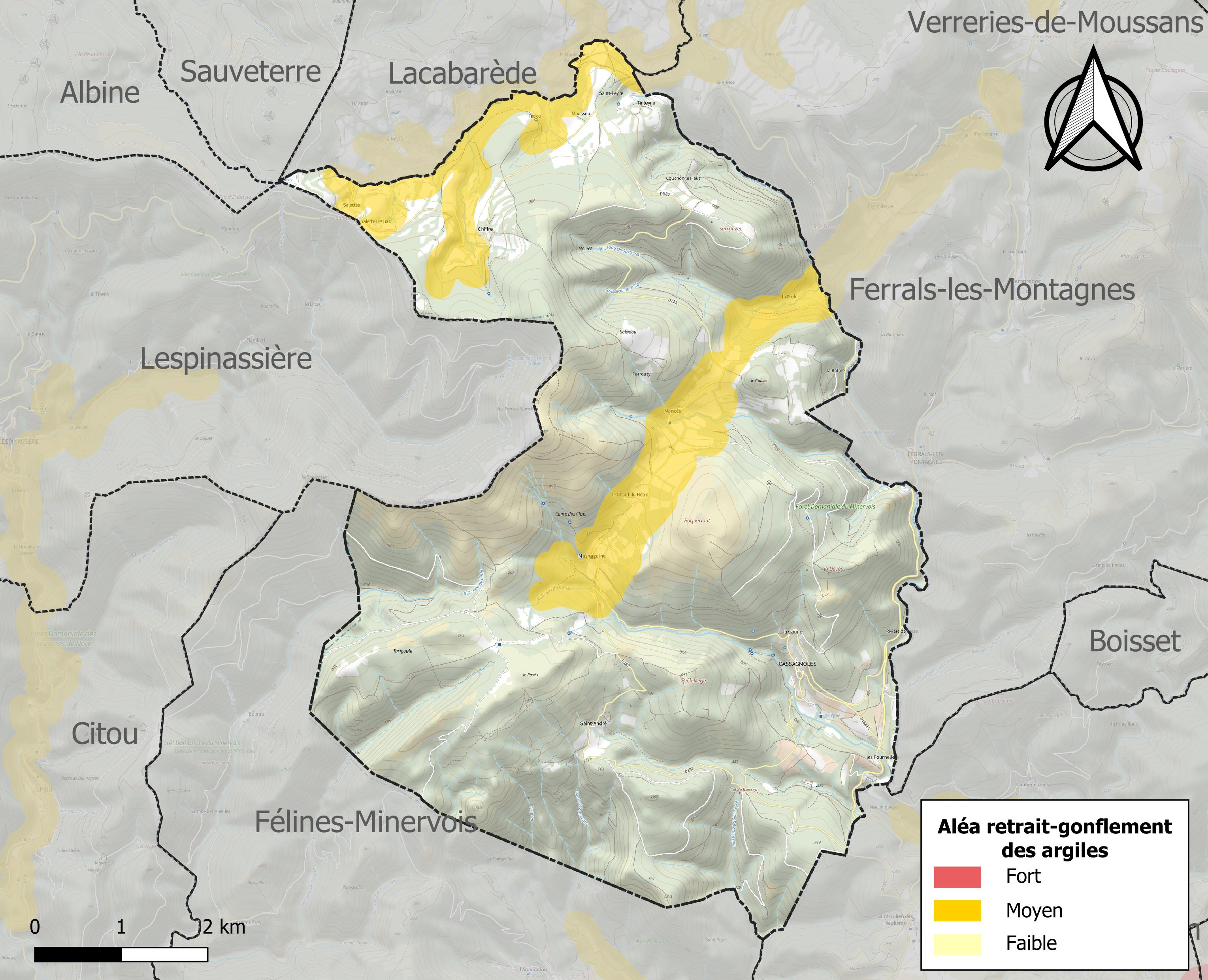
Carte des zones d'aléa retrait-gonflement des sols argileux de Cassagnoles.

Le retrait-gonflement des sols argileux est susceptible d'engendrer des dommages importants aux bâtiments en cas d’alternance de périodes de sécheresse et de pluie. 12,2 % de la superficie communale est en aléa moyen ou fort (59,3 % au niveau départemental et 48,5 % au niveau national). Sur les 104 bâtiments dénombrés sur la commune en 2019, 18 sont en aléa moyen ou fort, soit 17 %, à comparer aux 85 % au niveau départemental et 54 % au niveau national. Une cartographie de l'exposition du territoire national au retrait gonflement des sols argileux est disponible sur le site du BRGM,.
Par ailleurs, afin de mieux appréhender le risque d’affaissement de terrain, l'inventaire national des cavités souterraines permet de localiser celles situées sur la commune.
La commune a été reconnue en état de catastrophe naturelle au titre des dommages causés par les inondations et coulées de boue survenues en 1982, 1995, 1999, 2017 et 2018. Concernant les mouvements de terrains, la commune a été reconnue en état de catastrophe naturelle au titre des dommages causés par des mouvements de terrain en 2018.

#### Risque particulier
L’étude Scanning de Géodéris réalisée en 2008 a établi pour le département de l’Hérault une identification rapide des zones de risques miniers liés à l’instabilité des terrains.  Elle a été complétée en 2015 par une étude approfondie sur les anciennes exploitations minières du bassin houiller de Graissessac et du district polymétallique de Villecelle. La commune est ainsi concernée par le risque minier, principalement lié à l’évolution des cavités souterraines laissées à l’abandon et sans entretien après l’exploitation des mines.
Dans plusieurs parties du territoire national, le radon, accumulé dans certains logements ou autres locaux, peut constituer une source significative d’exposition de la population aux rayonnements ionisants. Certaines communes du département sont concernées par le risque radon à un niveau plus ou moins élevé. Selon la classification de 2018, la commune de Cassagnoles est classée en zone 2, à savoir zone à potentiel radon faible mais sur lesquelles des facteurs géologiques particuliers peuvent faciliter le transfert du radon vers les bâtiments.

## Toponymie
Le toponyme Cassagnoles est issu du gaulois cassanos, signifiant chêne.

## Politique et administration
| Période   | Période   | Identité          | Étiquette | Qualité                           |
| --------- | --------- | ----------------- | --------- | --------------------------------- |
| 1947      | 1983      | Laurent Borios    |           |                                   |
| 1983      | 1989      | Jean Rouayroux    |           |                                   |
| 1989      | mars 2008 | René Azema        |           |                                   |
| mars 2008 | mars 2014 | Michel Ruffel     |           |                                   |
| mars 2014 | 2025      | Harmonie Gonzalez | SE        | Retraitée de la fonction publique |
| 2025      | en cours  | Olivier Azema     |           |                                   |

## Démographie

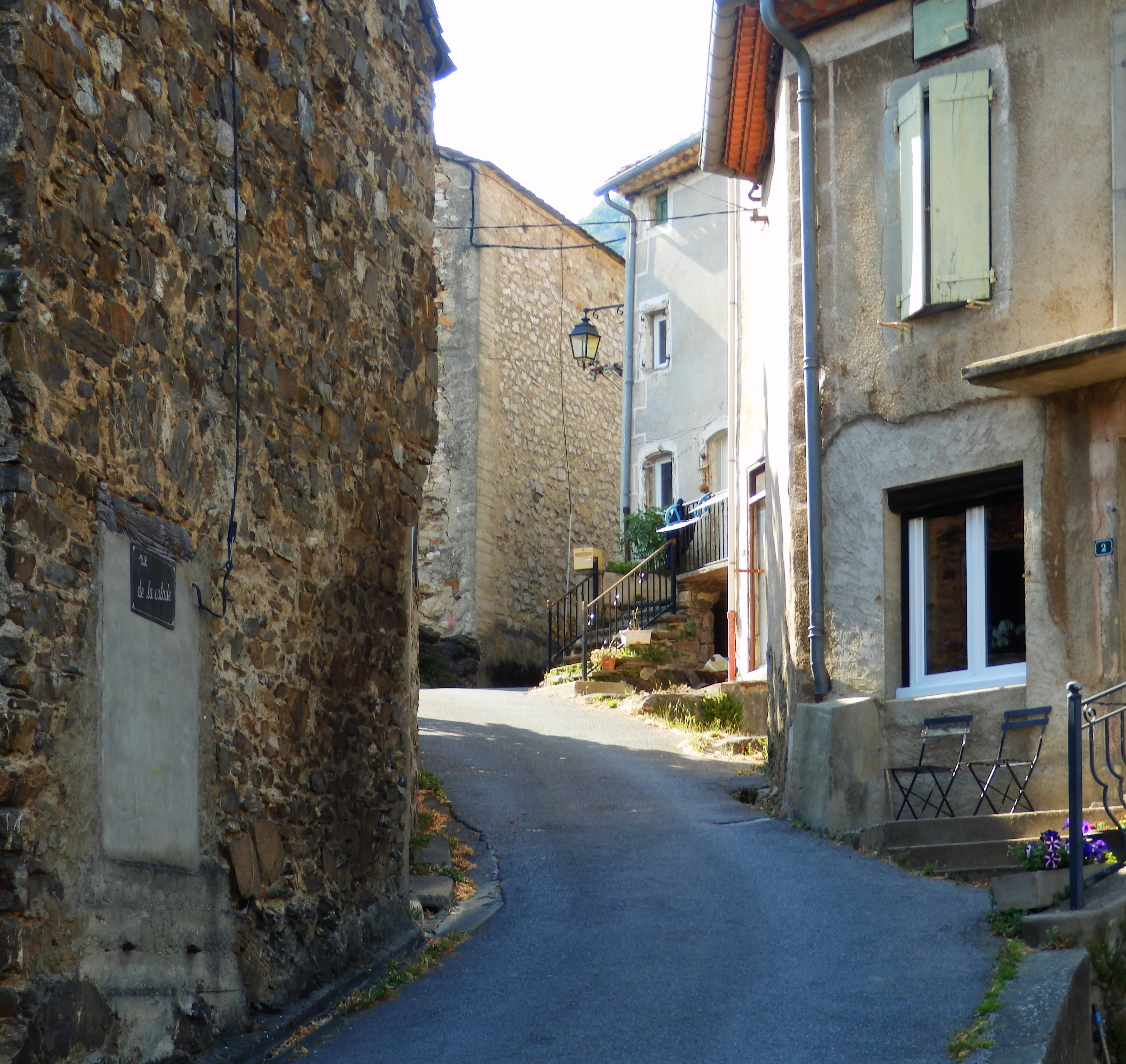
Une rue de Cassagnoles.

L'évolution du nombre d'habitants est connue à travers les recensements de la population effectués dans la commune depuis 1793. Pour les communes de moins de 10 000 habitants, une enquête de recensement portant sur toute la population est réalisée tous les cinq ans, les populations de référence des années intermédiaires étant quant à elles estimées par interpolation ou extrapolation. Pour la commune, le premier recensement exhaustif entrant dans le cadre du nouveau dispositif a été réalisé en 2005.

En 2022, la commune comptait 109 habitants, en évolution de +9 % par rapport à 2016 (Hérault : +7,49 %, France hors Mayotte : +2,11 %).
| 1793 | 1800 | 1806 | 1821 | 1831 | 1836 | 1841 | 1846 | 1851 |
| ---- | ---- | ---- | ---- | ---- | ---- | ---- | ---- | ---- |
| 490  | 517  | 594  | 587  | 616  | 637  | 642  | 630  | 609  |

| 1856 | 1861 | 1866 | 1872 | 1876 | 1881 | 1886 | 1891 | 1896 |
| ---- | ---- | ---- | ---- | ---- | ---- | ---- | ---- | ---- |
| 556  | 517  | 504  | 462  | 430  | 445  | 409  | 394  | 376  |

| 1901 | 1906 | 1911 | 1921 | 1926 | 1931 | 1936 | 1946 | 1954 |
| ---- | ---- | ---- | ---- | ---- | ---- | ---- | ---- | ---- |
| 364  | 342  | 332  | 255  | 239  | 231  | 221  | 211  | 184  |

| 1962 | 1968 | 1975 | 1982 | 1990 | 1999 | 2005 | 2006 | 2010 |
| ---- | ---- | ---- | ---- | ---- | ---- | ---- | ---- | ---- |
| 158  | 151  | 127  | 97   | 91   | 79   | 85   | 82   | 92   |

| 2015 | 2020 | 2022 | - | - | - | - | - | - |
| ---- | ---- | ---- | - | - | - | - | - | - |
| 100  | 110  | 109  | - | - | - | - | - | - |

## Économie

### Emploi
|                | 2008   | 2013   | 2018  |
| -------------- | ------ | ------ | ----- |
| Commune        | 13,2 % | 18,8 % | 7,2 % |
| Département    | 10,1 % | 11,9 % | 12 %  |
| France entière | 8,3 %  | 10 %   | 10 %  |

En 2018, la population âgée de 15 à 64 ans s'élève à 65 personnes, parmi lesquelles on compte 68,1 % d'actifs (60,9 % ayant un emploi et 7,2 % de chômeurs) et 31,9 % d'inactifs,. En  2018, le taux de chômage communal (au sens du recensement) des 15-64 ans est inférieur à celui de la France et du département, alors qu'en 2008 la situation était inverse.
La commune est hors attraction des villes,. Elle compte 21 emplois en 2018, contre 16 en 2013 et 8 en 2008. Le nombre d'actifs ayant un emploi résidant dans la commune est de 41, soit un indicateur de concentration d'emploi de 50,5 % et un taux d'activité parmi les 15 ans ou plus de 49,5 %.
Sur ces 41 actifs de 15 ans ou plus ayant un emploi, 19 travaillent dans la commune, soit 46 % des habitants. Pour se rendre au travail, 77,3 % des habitants utilisent un véhicule personnel ou de fonction à quatre roues, 11,4 % s'y rendent en deux-roues, à vélo ou à pied et 11,4 % n'ont pas besoin de transport (travail au domicile).

### Activités hors agriculture
6 établissements sont implantés  à Cassagnoles au 31 décembre 2019.
Le secteur de la construction est prépondérant sur la commune puisqu'il représente 50 % du nombre total d'établissements de la commune (3 sur les 6 entreprises implantées  à Cassagnoles), contre 14,1 % au niveau départemental.

### Agriculture
La commune est dans les « Plateaux du Sommail et de l'Espinouze », une petite région agricole occupant une frange nord-ouest du département de l'Hérault. En 2020, l'orientation technico-économique de l'agriculture  sur la commune est la polyculture et/ou le polyélevage.
|               | 1988 | 2000 | 2010 | 2020 |
| ------------- | ---- | ---- | ---- | ---- |
| Exploitations | 22   | 15   | 8    | 10   |
| SAU (ha)      | 264  | 180  | 359  | 257  |

Le nombre d'exploitations agricoles en activité et ayant leur siège dans la commune est passé de 22 lors du recensement agricole de 1988  à 15 en 2000 puis à 8 en 2010 et enfin à 10 en 2020, soit une baisse de 55 % en 32 ans. Le même mouvement est observé à l'échelle du département qui a perdu pendant cette période 67 % de ses exploitations,. La surface agricole utilisée sur la commune a également diminué, passant de 264 ha en 1988 à 257 ha en 2020. Parallèlement la surface agricole utilisée moyenne par exploitation a augmenté, passant de 12 à 26 ha.

## Culture locale et patrimoine

### Lieux et monuments

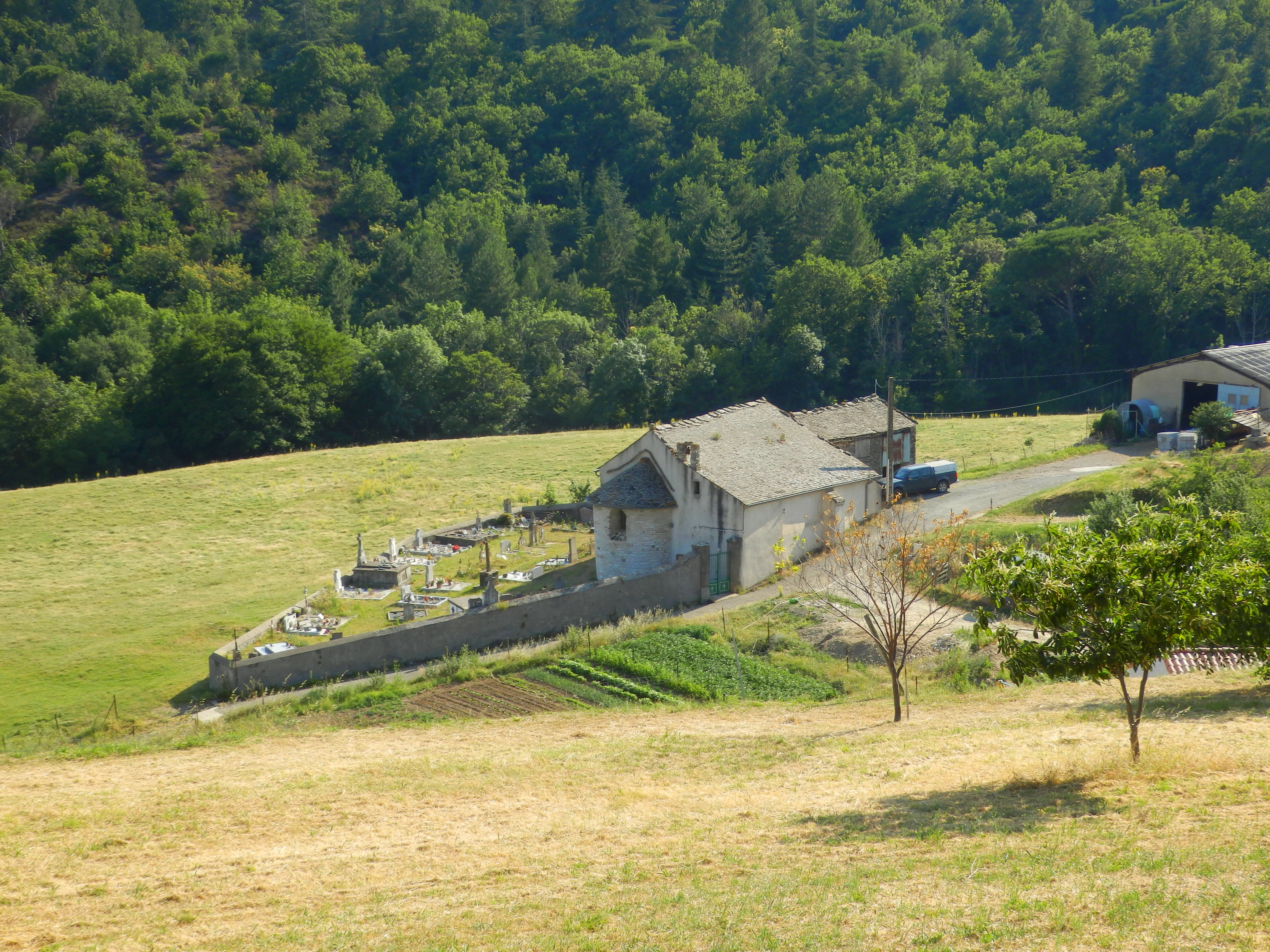
L'église et le cimetière.

Il existe à Cassagnoles un monument aux morts construit en hommage aux soldats morts durant la Première Guerre mondiale.
- Chapelle de Cassagnoles.
- Église de l'Assomption-de-Notre-Dame de Cassagnoles.

### Curiosité de Lauriole
À quelques kilomètres au sud de Cassagnoles à Siran, se trouve une curiosité qui ne cesse d'attirer chaque année les curieux et les sceptiques. Au lieu-dit de Lauriole une route semble monter alors qu'elle descend… ou l'inverse ! Cette « côte qui descend » est signalée par le panneau Curiosité de Lauriole. Une configuration spéciale du terrain environnant donne une mauvaise impression du sens de la pente de la route. Le résultat n'est pas spectaculaire, mais cependant très curieux. On peut faire l'expérience avec une balle, une bouteille ou une voiture au point mort. En fait, tout se joue sur une dénivellation de quelques décimètres. L'effet provient donc d'une erreur visuelle par rapport aux alentours : une illusion d'optique. Le sens constaté de la descente (en laissant descendre un objet cylindrique ou sphérique par exemple) correspond bien au sens déterminé par un relevé de niveaux.
Cette curiosité fait l'objet d'un récit humoristique dans un livre intitulé « La Côte qui descend » (Patrice Cartier, Éditions Pimientos), récit repris dans l'anthologie littéraire « Nouvelles du Minervois ». Une émission diffusée sur TF1 a contribué à rendre célèbre cette « côte qui descend ». De nombreuses routes avec cet effet d'optique existent et sont référencées en Italie.

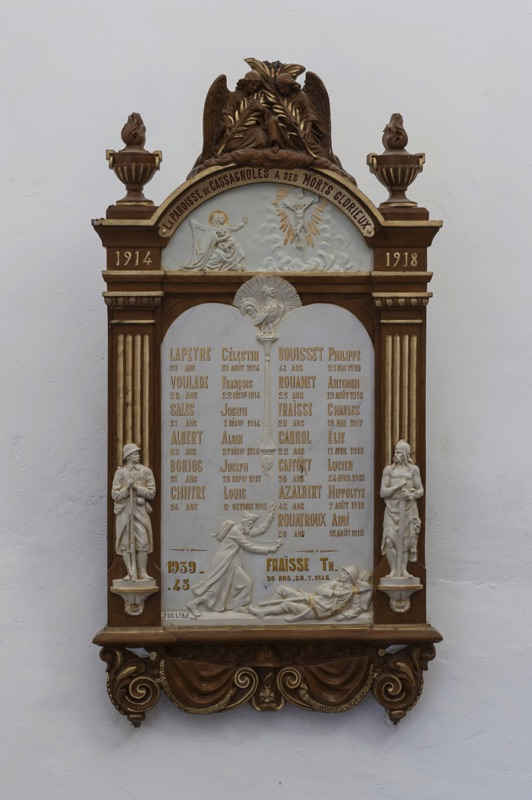
Monument aux morts érigé en hommage aux défunts soldats de la Première Guerre mondiale.
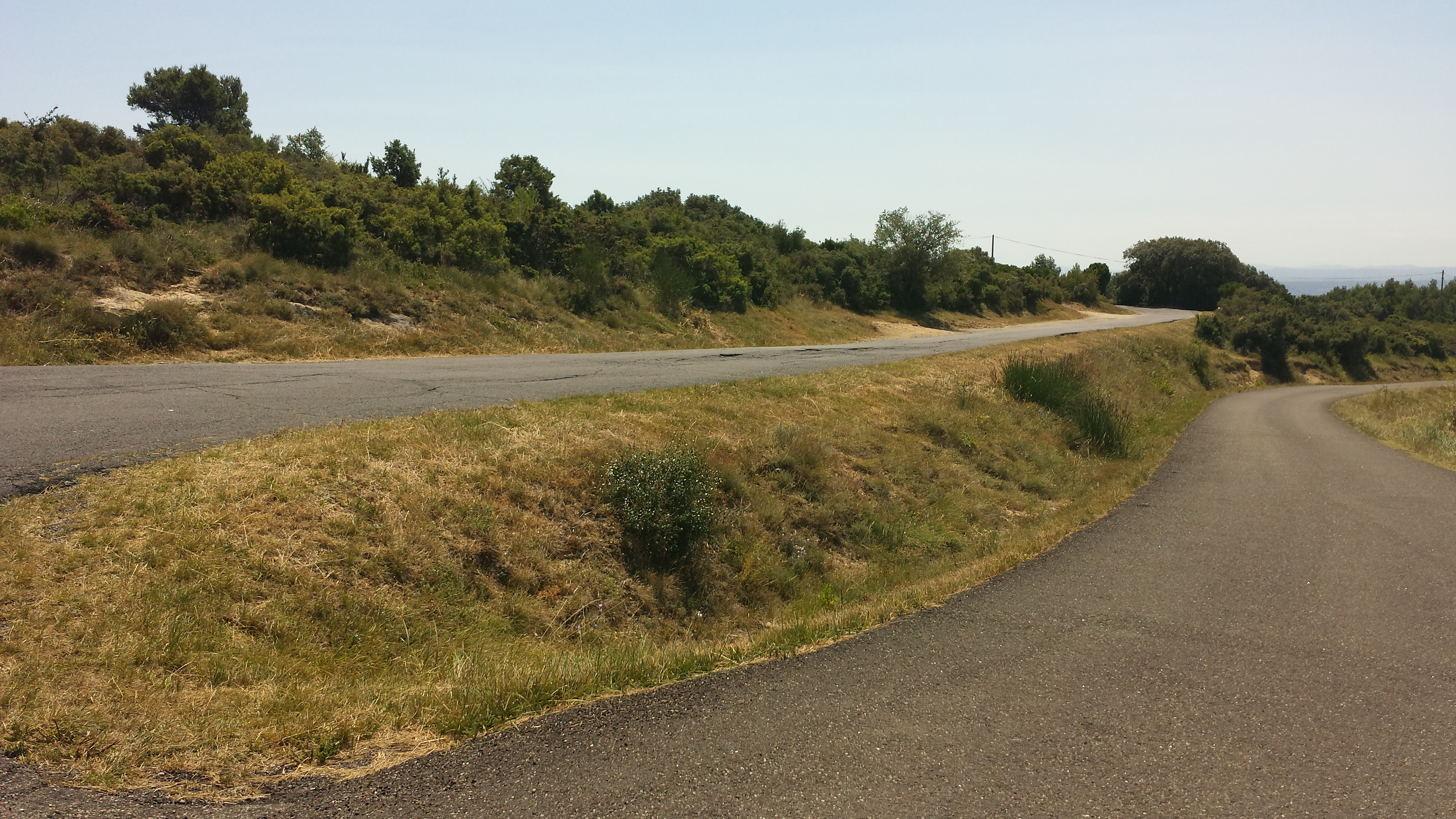
Une vue de la Curiosité de Lauriole.
- Une vidéo de la Curiosité de Lauriole montrant une bouteille qui descend.
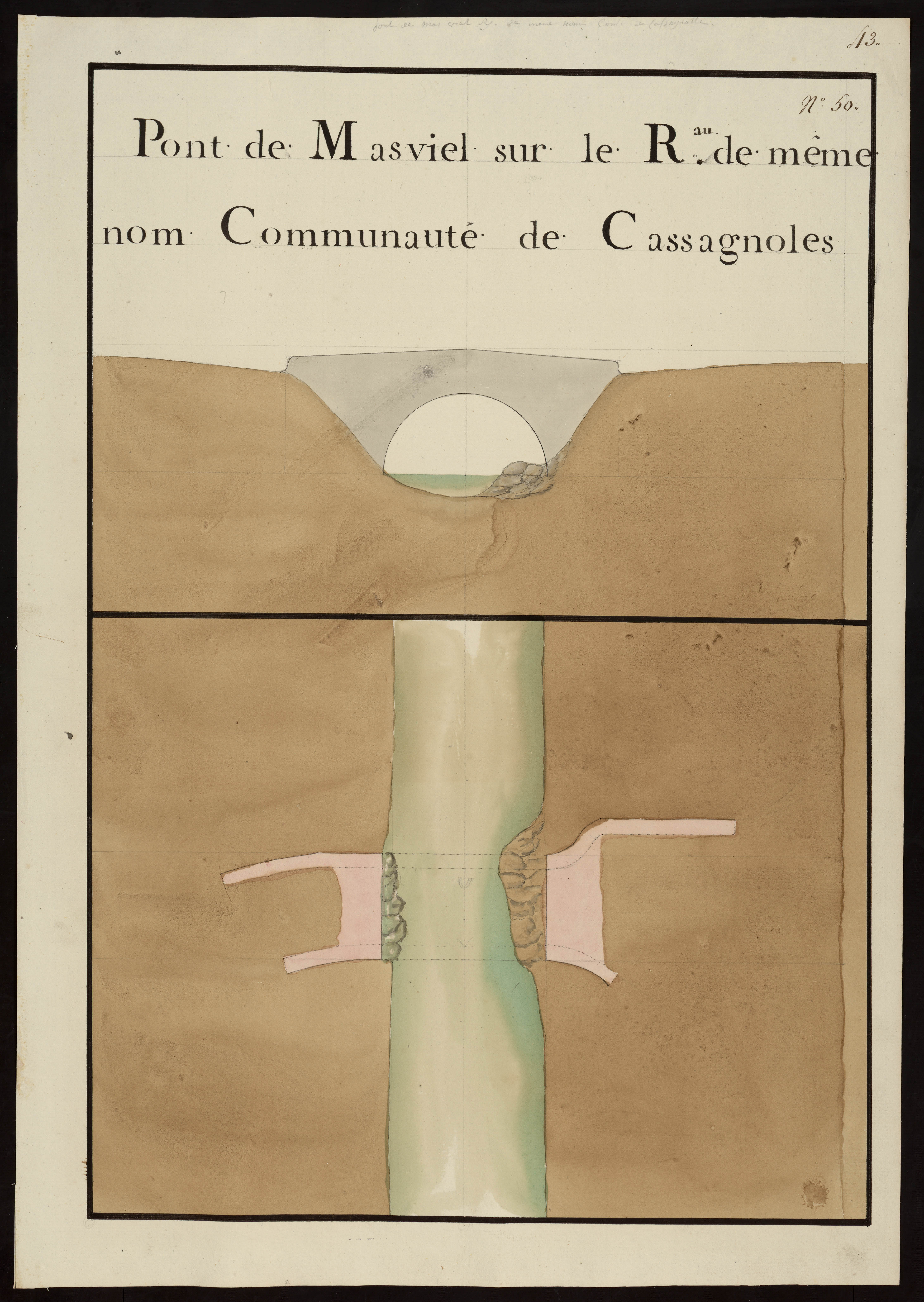
Plan du pont de Masviel (1777).
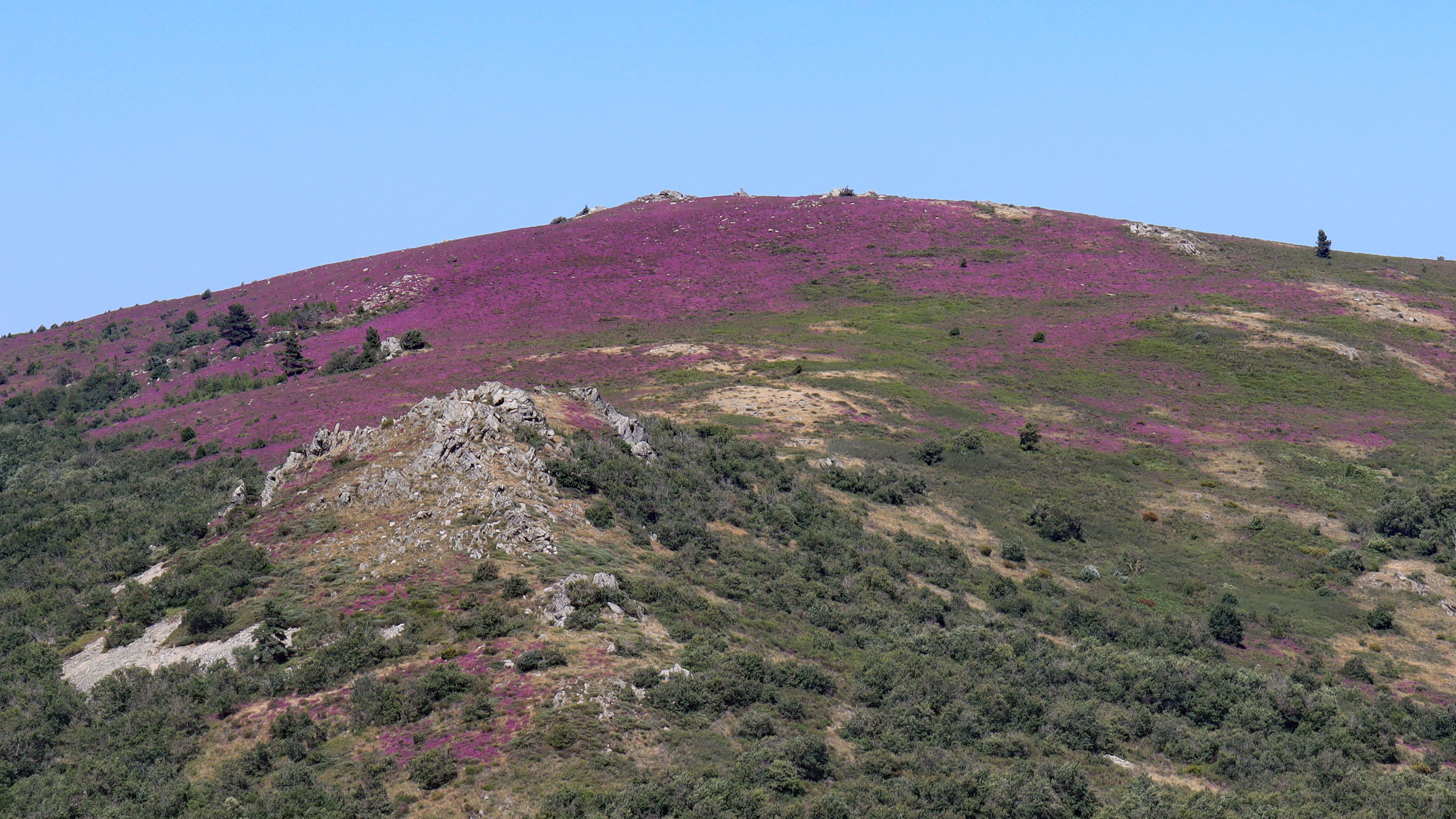
Bruyère en fleur sur la montagne de Roquedaut

### Héraldique
| Blason de Cassagnoles | Blason  | De gueules au chêne terrassé d'or accompagné en chef de deux abeilles du même et au bélier d'argent passant devant le tronc de l'arbre.              |
| Blason de Cassagnoles | Détails | Création Jean-Paul Fernon (d'après un projet de l'Archiviste en chef des Archives Départementales de l'Hérault en 1956). Adopté le 10 décembre 2016. |